# Hohenbergia andina
Hohenbergia andina là một loài thực vật có hoa trong họ Bromeliaceae. Loài này được Betancur mô tả khoa học đầu tiên năm 1991.